# Nikolay Filipov
Nikolay Filipov (* 6. Dezember 1943 in Kawarna) ist ein bulgarischer Klarinettist. Er lebt in Halle (Saale).

## Leben
Filipov lernte an der Musikschule Warna Klavier und Klarinette. Von 1964 bis 1968 studierte er Klarinette an der Nationalen Musikakademie in Sofia. Bis 1973 war er Assistent ebenda und wurde Solist beim Sofioter Kammerorchester. 1973 wurde er unter Olaf Koch Solo-Klarinettist der Halleschen Philharmonie (ab 1991 Philharmonisches Staatsorchester Halle).
Er interpretierte überwiegend Werke von Johann Stamitz, Ignaz Josef Pleyel, Darius Milhaud und Wolfgang Amadeus Mozart sowie die Quintette von Johannes Brahms und Carl Maria von Weber. Sein Vorbild fand er im Klarinettisten Karl Leister.
Filopov widmete sich auch der zeitgenössischen Musik und war Mitglied im Ensemble Konfrontation. Er führte zahlreiche Kompositionen ur- oder erstauf, wie von Helmut Lachenmann, Pierre Boulez und Béla Bartók.

## Preise und Auszeichnungen
- Zweiter Preis und Silbermedaille bei den Weltfestspielen der Jugend und Studenten in Helsinki (1962)
- Sonderpreis und Diplom in Genf
- Diplom erster Kategorie beim Prager Frühling